# Шейнкман, Леонид Соломонович
Леони́д Соломо́нович Ше́йнкман (9 октября 1936, Астрахань, СССР — 13 января 2012, Москва, Россия) — советский боксёр, неоднократный призёр чемпионатов СССР, почётный мастер спорта СССР, заслуженный тренер России.

## Биография и спортивные достижения
Боксом начал заниматься в 1956 году в Астрахани. Окончил Астраханский государственный техникум физической культуры. Представлял общество «Буревестник» (Астрахань).
- 1957 год — чемпион СССР в 1-м полусреднем весе
- 1959 год — победитель Спартакиады народов СССР в 1-м полусреднем весе
- 1960 год — 3-й призёр чемпионатов СССР в 1-м полусреднем весе
- 1961 год — 2-й призёр чемпионата СССР в среднем весе
- 1962 год — 3-й призёр чемпионатов СССР в среднем весе
- 1963 год — 3-й призёр Спартакиады народов СССР в среднем весе

После окончания боксёрской карьеры работал тренером, руководителем в столичном клубе бокса «Москворечье».
Умер в 2012 году в Москве. Урна с прахом захоронена в колумбарии на Ваганьковском кладбище.

## Спортивные звания
- Мастер спорта СССР (1957[1])
- Почётный мастер спорта
- Заслуженный тренер России (1999)

## Семья
Двоюродная сестра — театровед Дина Морисовна Шварц.